# Lysimelia litoralis
Lysimelia litoralis là một loài bướm đêm trong họ Erebidae.